# Izentropa
Adiabata ali izentropa je izočrta, ki na diagramu povezuje točke z enako entropijo.